# Alles auf Anfang (1994)
Alles auf Anfang ist eine 1993 entstandene deutsche Filmkomödie von Reinhard Münster mit Christiane Hörbiger, Harald Juhnke und Katharina Thalbach in den Hauptrollen.

## Handlung
Der junge Regisseur Viktor Rote hat mit seinem neuen Film „Die Blechkatze“ endlich einen ebenso großen wie unerwarteten Erfolg gelandet. Daraufhin zeigt auch der für zahllose Hits verantwortlich zeichnende Filmproduzent Georg Kuballa Interesse an dem Nachwuchstalent. Damit gerät Rote in die Mühlen der Filmbürokratie. Das erste Problem, mit dem der Regisseur konfrontiert wird, ist hausgemacht: Er will fortan lieber seiner jugendlichen Geliebten Nina Piel die Hauptrollen zuschanzen, anstatt die Parts wie bisher mit seiner Ehefrau, der deutlich älteren Profischauspielerin Riki Rote, zu besetzen. Eine handfeste Auseinandersetzung mit der Jahre jüngeren Konkurrenz ist dadurch programmiert. Als nun auch noch die reiche Gattin des casanovahaften Produzenten Kuballa, Lore, und ein weltfremder Drehbuchautor sich einmischen, droht das gesamte Filmprojekt aus dem Ruder zu laufen und in einem einzigen Chaos zu enden.

## Produktionsnotizen
Alles auf Anfang entstand im Frühjahr bis Sommer 1993 an mehreren deutschen Drehorten und wurde am 26. Mai 1994 uraufgeführt. Deutsche Fernsehpremiere war am 13. April 1996 im Dritten Programm des WDR.
Udo Heiland übernahm die Herstellungsleitung, Günter Fenner die Produktionsleitung. Die Filmbauten entwarf Thomas Schappert, die Kostüme Rosi Jurat.

## Kritiken
Hauptdarsteller Harald Juhnke musste feststellen, dass Alles auf Anfang nur wenige Kinogänger fand und auch bei den Feuilletonisten „die verdienten Ovationen“ ausblieben. Der Film fand überwiegend eher schwache Besprechungen. Nachfolgend drei Beispiele:
Die Fachzeitschrift Cinema befand, der Film sei „in seiner hoffnungslosen Überkonstruktion nur eine bessere Boulevardkomödie, deutsch dröge und bis zur Harmlosigkeit nett“. Fazit: gut besetzt „aber in Klischees erstickend“.
Im Lexikon des Internationalen Films heißt es: „Als "screwball comedy" konzipiert, leidet der wie ein mittelmäßiges Fernsehspiel inszenierte Film an zu steifen Dialogen und zu vielen Gags, die nicht zünden. Auch das technische Niveau und das Spiel des gesamten Ensembles lassen zu wünschen übrig.“
Auf prisma.de ist zu lesen: „Peppige Dialoge und hervorragende Darsteller sorgen in dieser filmisch nicht gerade berauschenden, aber dennoch amüsanten Abrechnung mit dem deutschen Filmgeschäft für beste Komödienunterhaltung. Besonders gut: Regisseur Detlev Buck ("Wir können auch anders") als stoischer Chauffeur.“